# Rupert Metzenleitner
Rupert Metzenleitner OSB (* 30. März 1849 in Berchtesgaden; † 22. Februar 1922 Scheyern) war ein deutscher Benediktinermönch und von 1896 bis 1922 Abt des Benediktinerklosters  Scheyern.

## Leben
Geboren in Berchtesgaden als Sohn eines Bergarbeiters im örtlichen Salzbergwerk, studierte Rupert Metzenleitner Theologie in Freising. Am 10. Februar 1873 trat er als Konviktor des erzbischöflichen Klerikalseminars in die Abtei ein und wurde am 19. September 1873 zum Priester geweiht. Die Profess legte er am 11. April 1874 ab und war dann bis zu seiner Abtwahl Lehrer und ab 1883 Direktor des erzbischöflichen Knabenseminars in Scheyern. Am 2. Juni 1896 wurde er einstimmig zum Abt gewählt und erhielt er am 27. Juli des gleichen Jahres die Benediktion.
Während seiner 25-jährigen Amtszeit nahm die Zahl der Ordensberufungen derart zu, dass von Scheyern aus erstmals zwei weitere Klöster (wieder)gegründet werden konnten: Kloster Ettal und Kloster Plankstetten.
In der von ihm geleiteten Abtei verantwortete Metzenleitner mehrere Neu- und Umbauten (u. a. Refektorium, Park, Wirtschaftsgebäude) sowie 1921 als Ersatz für die im Ersten Weltkrieg abgelieferten Kirchenglocken die Anschaffung ein neues Geläuts.
Sieben Monate nach seinem silbernes Abtjubiläum starb Rupert Metzenleitner am 22. Februar 1922 an den Folgen einer Lungenentzündung und wurde am 25. Februar 1922 in der Stifts- und Pfarrkirche Heilig Kreuz und Mariä Himmelfahrt beigesetzt.